# Мекен-Юрт
Мекен-Юрт (рос. Мекен-Юрт) — село у Надтеречному районі Чечні Російської Федерації.
Населення становить 2890 осіб (2019). Входить до складу муніципального утворення Мекен-Юртовське сільське поселення.

## Історія
Згідно із законом від 20 лютого 2009 року органом місцевого самоврядування є Мекен-Юртовське сільське поселення.

## Населення
| 1990  | 2002  | 2010  | 2012  | 2013  | 2014  | 2015  |
| ----- | ----- | ----- | ----- | ----- | ----- | ----- |
| 1617  | ↗2086 | ↗2434 | ↗2519 | ↗2622 | ↗2692 | ↗2773 |
| 2016  | 2017  | 2018  | 2019  |       |       |       |
| ↗2810 | ↗2855 | ↗2870 | ↗2890 |       |       |       |